# Partnerstvo za mir
██ Europske članice NATO-a (do 1994.)
██ Članice NATO-a koje su bile članice Partnerstva za mir
██ Sadašnje članice Partnerstva za mir
██ Zemlje koje teže priključenju Partnerstvu za mir
Partnerstvo za mir je političko-vojni program NATO saveza usmjeren ka stvaranju povjerenja između zemalja članica NATO-a i drugih zemalja Europe i nekadašnjeg Sovjetskog Saveza, uspostavljanju međusobne vojne suradnje i regionalne stabilnosti. Osnovan je 1994. godine, nakon pada Istočnog bloka.
Obujam suradnje pritom zasebno određuje svaka država potpisnica Pojedinačnim partnerskim programom (IPP). Najčešće se radi o zajedničkim manevrima i ispunjavanju NATO standarda pri nabavci nove vojne opreme, ili školovanju časnika zemalja članica u drugim zemljama. Moguće je i učešće zemalja članica Partnerstva u mirovnim misijama NATO saveza. U slučaju prijetnje napada na neku od zemalja potpisnica, predviđena je konzultacija NATO-a. Međutim, Partnerstvo za mir nije eksplicitni obrambeni savez i države članice NATO-a mogu zasebno odlučiti hoće li eventualno uputiti pomoć u obrani.
Dvanaest zemalja koje su bile članice programa su u međuvremenu pristupile NATO paktu. Partnerstvo za mir može tako biti i predvorje za ulazak u Atlantski savez, ali ima i država članica koje izvan svake sumnje nisu zainteresirane za članstvo u samom paktu.
Partnerstvom za mir upravlja Savjet euroatlantskog partnerstva, koje se sastoji od 29 članica NATO saveza i 21 članice Partnerstva za mir.
Hrvatska je programu Partnerstvo za mir pristupila 25. svibnja 2000., a program je napustila 1. travnja 2009.

## Načela i oblasti djelovanja
Prema NATO savezu, ”cilj Partnerstva za mir je, temeljeno na posvećenosti demokratskim principima na kojima se temelji i sama alijansa, povećati stabilnost, umanjiti opasnosti za mir i izgraditi ojačane sigurnosne veze između partnerskih zemalja i NATO saveza, kao i između samih partnerskih zemalja.” Okvirnim dokumentom, svaka zemlja preuzima značajan broj dalekosežnih političkih obveza: čuvanje demokratskog društva, poštovanje principa međunarodnog prava, ispunjavanje obveze prema Povelji Ujedinjenih naroda, Općoj deklaraciji o ljudskim pravima, Helsinškog završnog akta i međunarodnim dogovorima o razoružanju i kontroli naoružanja, suzdržavanje od prijetnji silom usmjerenih ka drugim zemljama, poštovanje postojećih granice i rješavnje sporove mirnim putem. Osim toga, ustanovljavaju se i transparentnost u planiranju nacionalne obrane i proračuna, uspostava demokratske kontrole nad oružanim snagama, i razvijanje sposobnosti za zajedničko djelovanje s NATO savezom u humanitarnim operacijama i operacijama održavanja mira.
Članice se Okvirnim dokumentom obvezuju da će se konzultirati s partnerskom zemljom ako ona smatra da su joj neposredno ugroženi teritorijalni integritet, politička neovisnost ili sigurnost. Ovom odredbom su se koristile Albanija i Makedonija tijekom rata na Kosovu.
Članstvo u Partnerstvu za mir je prije svega bilateralni ugovor između pojedine zemlje partnera i NATO saveza. Zemlje potpisnice biraju pojedine aktivnosti prema svojim ambicijama, potrebama i mogućnostima i svoj izbor predstavljaju NATO savezu u tzv. Prezentacijskom dokumentu. Nakon ovoga, Savez i zemlja partner zajednički razvijaju i dogovaraju dvogodišnji Pojedinačni partnerski program. Suradnja se posebno usredotočuje na reformu obrane i upravljanje posljedicama reforme, ali dopire do velikog broja aktivnosti NATO, uključujući obrambenu politiku i planiranje, odnose između građanske države i vojske, obrazovanje i obuku, protuzračnu obranu, komunikacije i informacijske sisteme, upravljanje krizama i planiranje za (civilne) izvanredne situacije.

## Zemlje potpisnice Okvirnog dokumenta Partnerstva za mir

### Trenutačne članice

#### Bivše republike Sovjetskog saveza
- Armenija (5. listopada 1994.)
- Azerbajdžan (4. svibnja 1994.)
- Gruzija (23. ožujka 1994.)
- Kazahstan (27. svibnja 1994.)
- Kirgistan (1. lipnja 1994.)
- Tadžikistan (20. veljače 2002.)
- Turkmenistan (10. svibnja 1994.)
- Uzbekistan (13. srpnja 1994.)

- Ukrajina (8. veljače 1994.)

- Rusija (22. lipnja 1994.)

- Moldavija (16. ožujka 1994.)

- Bjelorusija (11. siječnja 1995.)

#### Bivše jugoslavenske republike
- Bosna i Hercegovina (14. prosinca 2006.)
- Srbija (14. prosinca 2006.)

#### Članice Europske unije
- Austrija (10. veljače 1995.)
- Irska (1. prosinca 1999.)
- Malta (26. travnja 1995., povukla se 27. listopada 1996., ponovno se priključila 3. travnja 2008.)

#### Članice EFTA
- Švicarska (11. prosinca 1996.)

## Zemlje koje teže priključenju
- Cipar (parlament izglasao priključenje 2011.)
- Kosovo (prijava predana 2012.)

## Bivše članice

### Zemlje koje su pristupile NATO-u 1999.
- Češka (10. ožujka 1994.)
- Mađarska (8. veljače 1994.)
- Poljska (2. veljače 1994.)

### Zemlje koje su pristupile NATO-u 2004.
- Bugarska (4. veljače 1994.)
- Rumunjska (26. siječnja 1994.)
- Estonija (3. veljače 1994.)
- Latvija (14. veljače 1994.)
- Litva (27. siječnja 1994.)
- Slovačka (9. veljače 1994.)
- Slovenija (30. ožujka 1994.)

### Zemlje koje su pristupile NATO-u 2009.
- Hrvatska (25. svibnja 2000.)
- Albanija (23. veljače 1994.)

### Zemlja koja je pristupila NATO-u 2017.
- Crna Gora (14. prosinca 2006.)

### Zemlja koja je pristupila NATO-u 2020.
- Sjeverna Makedonija (15. studenog 1995.)

### Zemlja koja je pristupila NATO-u 2023.
- Finska (9. svibnja 1994.)

### Zemlja koja je pristupila NATO-u 2024.
Švedska (9. svibnja 1994.)

## Vanjske poveznice
- Povijest NATO - Atlantskog saveza - mrežno mjesto Vlade Ujedinjenog Kraljevstva
- NATO pitanja: Partnerstvo za mir
- Potpisi Okvirnog dokumenta Partnerstva za mir
- Sistem za upravljanje informacijama Partnerstva za mir  Arhivirana inačica izvorne stranice od 22. srpnja 2012. (Wayback Machine)